# Campeonato de Europa de patinaje de velocidad en línea 2004
El Campeonato de Europa de patinaje de velocidad en línea de 2004 tuvo lugar del 1 de agosto al 7 de agosto, disputándose en las localidades neerlandesas de Heerde y Groningen. Fue la primera ocasión en la que Países Bajos organizó el campeonato continental.
Los participantes más exitosos fueron Nathalie Barbotin en mujeres con 5 medallas de oro; Luca Saggiorato en hombres con 4 medallas de oro.

## Mujeres
| Distancia                  | Oro                                                       | Plata                                                              | Bronce                                                                    |
| Pista                      | Pista                                                     | Pista                                                              | Pista                                                                     |
| -------------------------- | --------------------------------------------------------- | ------------------------------------------------------------------ | ------------------------------------------------------------------------- |
| 300 m Sprint Individual    | Valentina Belloni                                         | Erika Zanetti                                                      | Estelle Flourens                                                          |
| 500 m Sprint               | Estelle Flourens                                          | Valentina Belloni                                                  | Simona Di Eugenio                                                         |
| 1.000 m Sprint             | Erika Zanetti                                             | Elma de Vries                                                      | Giovanna Turchiarelli                                                     |
| 5.000 m Puntos/Eliminación | Simona Di Eugenio                                         | Nadine Gloor                                                       | Nathalie Barbotin                                                         |
| 15.000 m Eliminación       | Nathalie Barbotin                                         | Simona Di Eugenio                                                  | Nadine Gloor                                                              |
| 5.000 m Relevos            | Francia Nathalie Barbotin Estelle Flourens Angèle Vaudan  | Países Bajos · Elma de Vries · Mariska Huisman · Foske van der Wal | Italia · Federica Ciavattini · Giovanna Turchiarelli · Alessandra Susmeli |
| Ruta                       |                                                           |                                                                    |                                                                           |
| 200 m Sprint Individual    | Maria Laura Orru                                          | Tijn Ponjee                                                        | Nicoletta Falcone                                                         |
| 500m Sprint                | Maria Laura Orru                                          | Cinzia Ponzetti                                                    | Estelle Flourens                                                          |
| 10.000 m Puntos            | Nathalie Barbotin                                         | Laura Lardani                                                      | Hilde Goovaerts                                                           |
| 20.000 m Eliminación       | Angèle Vaudan                                             | Laura Lardani                                                      | Cinzia Ponzetti                                                           |
| 10.000 m Relevos           | Francia Nathalie Barbotin Laetitia Le Bihan Angèle Vaudan | España · Marta Sánchez · Sandra Gómez · Nuria Torres               | Países Bajos · Tijn Ponjee · Elma de Vries · Foske van der Wal            |
| Larga distancia            |                                                           |                                                                    |                                                                           |
| 42.195 m Marathon          | Nathalie Barbotin                                         | Pia Knecht                                                         | Elma de Vries                                                             |

## Hombres
| Distancia                  | Oro                                                          | Plata                                                     | Bronce                                                        |
| Pista                      | Pista                                                        | Pista                                                     | Pista                                                         |
| -------------------------- | ------------------------------------------------------------ | --------------------------------------------------------- | ------------------------------------------------------------- |
| 300 m Sprint Individual    | Luca Presti                                                  | Gregorio Duggento                                         | Leon Flack                                                    |
| 500 m Sprint               | Leon Flack                                                   | Luca Presti                                               | Raphael Pfulg                                                 |
| 1.000 m Sprint             | Luca Presti                                                  | Andrea Zanetti                                            | Alexis Contin                                                 |
| 5.000 m Puntos/Eliminación | Matteo Amabili                                               | Alexis Contin                                             | Yann Guyader                                                  |
| 15.000 m Eliminación       | Alexis Contin                                                | Alain Gloor                                               | Garikoitz Lerga                                               |
| 5.000 m Relevos            | Francia Benjamin Douchin Alexis Contin Mathieu Flourens      | Italia · Matteo Amabili · Giovanni Conte · Luca Presti    | Países Bajos · Michel Mulder · Ronald Mulder · Sjoerd Huisman |
| Ruta                       |                                                              |                                                           |                                                               |
| 200 m Sprint Individual    | Luca Saggiorato                                              | Matthias Schwierz                                         | Wouter Hebbrecht                                              |
| 500m Sprint                | Luca Saggiorato                                              | Wouter Hebbrecht                                          | Matthias Schwierz                                             |
| 10.000 m Puntos            | Massimiliano Presti                                          | Arjan Smit                                                | Baptiste Grandgirard                                          |
| 20.000 m Eliminación       | Francesco Zangarini                                          | Baptiste Grandgirard                                      | Massimiliano Presti                                           |
| 10.000 m Relevos           | Italia · Luca Saggiorato · Fabio Francolini · Matteo Amabili | Francia Pascal Briand Baptiste Grandgirard Thomas Boucher | Suiza · Raphael Pfulg · Roger Schneider · Marc Christen       |
| Larga distancia            |                                                              |                                                           |                                                               |
| 42.195 m Marathon          | Luca Saggiorato                                              | Francesco Zangarini                                       | Massimiliano Presti                                           |

## Medallero
| Pos. | País         | Oro | Plata | Bronce | Total |
| ---- | ------------ | --- | ----- | ------ | ----- |
| 1.   | Italia       | 14  | 11    | 7      | 32    |
| 2.   | Francia      | 9   | 3     | 6      | 18    |
| 3.   | Reino Unido  | 1   | 1     | 0      | 2     |
| 4.   | Países Bajos | 0   | 4     | 3      | 7     |
| 5.   | Suiza        | 0   | 3     | 2      | 5     |
| 6.   | Bélgica      | 0   | 1     | 2      | 3     |
| 7.   | Alemania     | 0   | 1     | 1      | 2     |
| 8.   | España       | 0   | 1     | 0      | 1     |